# Tiskarna
Tiskarna je industrijski obrat za tiskanje literature. Danes se uveljavlja več tehnik tiska. Poznamo:
- knjigotisk
- rotacijski tisk
- sitotisk,
- ofsetni tisk,
- digitalni tisk in
- tampotisk.

Vsaka tehnika ima svoje značilnosti in svoj namen uporabe. Za običajen tisk gradiv kot so knjige, revije, letaki, brošure in podobno se najbolj uporabljata ofsetni in digitalni tisk. Z združitvijo različnih tehnik lahko tiskarna na enem mestu ponudi celovito storitev.